# Entadopsis flexuosa
Entadopsis flexuosa là một loài thực vật có hoa trong họ Đậu. Loài này được (Hutch. & Dalziel) Gilbert & Boutique mô tả khoa học đầu tiên năm 1952.